# Chupacallos
Chupacallos es un barrio del municipio de Ceiba, Puerto Rico. Según el censo de 2020, tiene una población de 1503 habitantes.

## Geografía
El barrio está ubicado en las coordenadas 18°15′23″N 65°40′3″O / 18.25639, -65.66750. Según la Oficina del Censo de los Estados Unidos, tiene una superficie de 7.2 km², correspondientes en su totalidad a tierra firme.

## Demografía
Según el censo de 2020, hay 1503 personas residiendo en el barrio. La densidad de población es de 208.8 hab./km². El 13.4% de los habitantes son blancos, el 9.6% son afroamericanos, el 0.5% son amerindios, el 0.1% es asiático, el 35.7% son de otras razas y el 40.7% son de una mezcla de razas. Del total de la población, el 98.5% son hispanos o latinos de cualquier raza.